# Katrín Magnússon
Pour les articles homonymes, voir Magnusson.
Katrín Sigríður Skúladóttir Magnúdóttir (1858-1932) est l'une des premières féministes islandaises. Elle a joué un rôle important dans la promotion du droit de vote et de l'éducation des femmes à la fin du XIXe siècle. Elle a été conseillère municipale de Reykjavik de 1908 à 1916,.

## Biographie
Née le 18 mars 1858 sur l'île de Hrappsey dans le nord-ouest de l'Islande, Katrín Sigríður Skúladóttir est la fille de Skúli Þorvaldsson Sívertsson, cultivateur, et de son épouse Hlíf Jónsdóttir. Élevée à Hrappsey, elle se rend à Reykjavik à l'âge de 14 ans pour voir sa tante paternelle, Katrínar Sívertsen. Elle y rencontre Guðmundur Magnusson, un médecin et universitaire, parent du mari de Katrínar, Jóni Árnasyn.
Elle épouse Guðmundur en 1891, et ils déménagent à Copenhague. Ils reviennent en  Islande l'année suivante, pour s'installer à Sauðárkrókur après la nomination de son mari à l'hôpital de Skagafjörður. Kartrín s intéresse à la médecine, mais la seule formation ouverte aux femmes est celle de sage-femme, qui ne la tente pas. Elle aide cependant son mari, parfois en prenant soin de ses patients.
Katrín développe une activité sociale, en liaison notamment avec des organisations de femmes. Elle a rejoint l'association des femmes islandaises, (Íslenska kvenfélag), qu'elle préside de 1903 à 1924. En 1917, elle  contribue à la création de l'Alliance de Femmes (Bandalags kvenna). Elle siège également au conseil d'administration de Thorvaldsensfélag (le Thorvaldsen Association), la plus ancienne organisation de femmes d'Islande, créée en 1875. Intéressée à l'éducation, elle participe au comité d'école de la Kvennaskólan (École des femmes) de Reykjvaik. 
Elle est l'une des quatre femmes qui siègent au conseil municipal de Reykjavik, de 1908 à 1916.
Elle meurt à Reykjavik, le 13 juillet 1932.